# Donovan Slijngard
Donovan Slijngard (Amsterdam, 28 agosto 1987) è un ex calciatore olandese, di ruolo difensore.

## Caratteristiche tecniche
Terzino sinistro, può giocare anche come esterno sinistro.

## Palmarès

### Club

#### Competizioni nazionali
- Campionato lituano: 3

Žalgiris: 2015, 2016, 2020
- Coppa di Lituania: 3

Žalgiris: 2015-2016, 2016, 2018
- Supercoppa di Lituania: 3

Žalgiris: 2016, 2017, 2020